# Monique Ambers
Monique Antoinette Ambers (Mount Shasta, 21 dicembre 1970) è un'ex cestista e allenatrice di pallacanestro statunitense.

## Carriera
Centro di 193 cm, ha giocato in WNBA con Phoenix e Sacramento e in Serie A1 con Messina, oltre a varie altre squadre europee.